# Roop Kanwar
Pour les articles homonymes, voir Kanwar.
Roopkuvarba Kanwar (c. 1969 - 4 septembre 1987) est une femme du Rajput sacrifiée à la mort de son mari par la pratique du Sati dans le village de Deorala du district de Sikar au Rajasthan, en Inde. Au moment de son décès, elle a 18 ans et est mariée depuis huit mois à Maal Singh Shekhawat, décédé un jour plus tôt à 24 ans et n’a pas d’enfant.
Le mariage dure huit mois, Kanvar ne passant que très peu de temps avec son mari, et à sa mort d'une maladie, elle est accusée d'avoir provoqué sa mort. Elle tente de s'opposer en vain à son immolation par le feu sur le bûcher de son mari, décidée par sa belle-famille. Des milliers de personnes assistent au sati, ses propres parents ne sont informés qu'après son exécution. Son exécution provoque un scandale dans l'opinion publique et les médias, opposant une idéologie indienne moderne à une idéologie traditionnelle, et une enquête est ouverte aboutissant à 45 accusations de meurtre, ainsi qu'à 11 accusations pour glorification de la pratique du sati, qui est interdite en Inde. Les personnes sont acquittés. 
À la suite de l'affaire, des lois sont adoptées pour interdire la pratique et la glorification du sati : Commission of Sati (Prévention) Act, 1987 et  Sati (Prevention) Act, 1987.

## Biographie

### Mariage
Roop Kanwar épouse  Maal Singh Shekhawat, le mariage dure huit mois, et Knawar ne passe que 20 jours avec son mari durant cette période. Souffrant de dépression, tout comme sa propre mère, il suit un traitement psychiatrique. Il meurt en septembre 1987 d'une gastro-entérite, et sa belle-famille accuse Kanwar d'avoir provoqué sa mort. Selon sa belle famille, Kanwar aurait décidé volontairement de s'immoler par le feu avec son défunt mari lors des cérémonies de funérailles afin que son âme rejoigne la sienne. Ce fait est cependant contesté par la suite par un groupe de journalistes qui mènent une enquête à Deorala après sa mort. En effet, des cris et des pleurs ont été entendus dans la maison avant la cérémonie, et Kanwar serait sortie vêtue de son sari rouge de mariée, semblant abrutie et droguée. Elle essaie de s'enfuir du bûcher, mais est rattrapée et frappée par des individus armés. Les journalistes enquêtant ont reçu des témoignages rapportant que la jeune femme, dans le bûcher, est entourée de jeunes hommes brandissant des épées qui l'empêchent de fuir, malgré ses appels à l'aide. 
Des milliers de personnes assistent au début des funérailles, ainsi que la police. Selon la version officielle rapportée par son beau père, Kanwar aurait demandé au jeune frère de 15 ans d'allumer le bûcher.
Les parents de Kanwar ne sont pas mis au courant  de la mort de Maal Singh ou de la décision de leur fille de s'immoler à la suite du décès de son mari.

### Rituel du sati

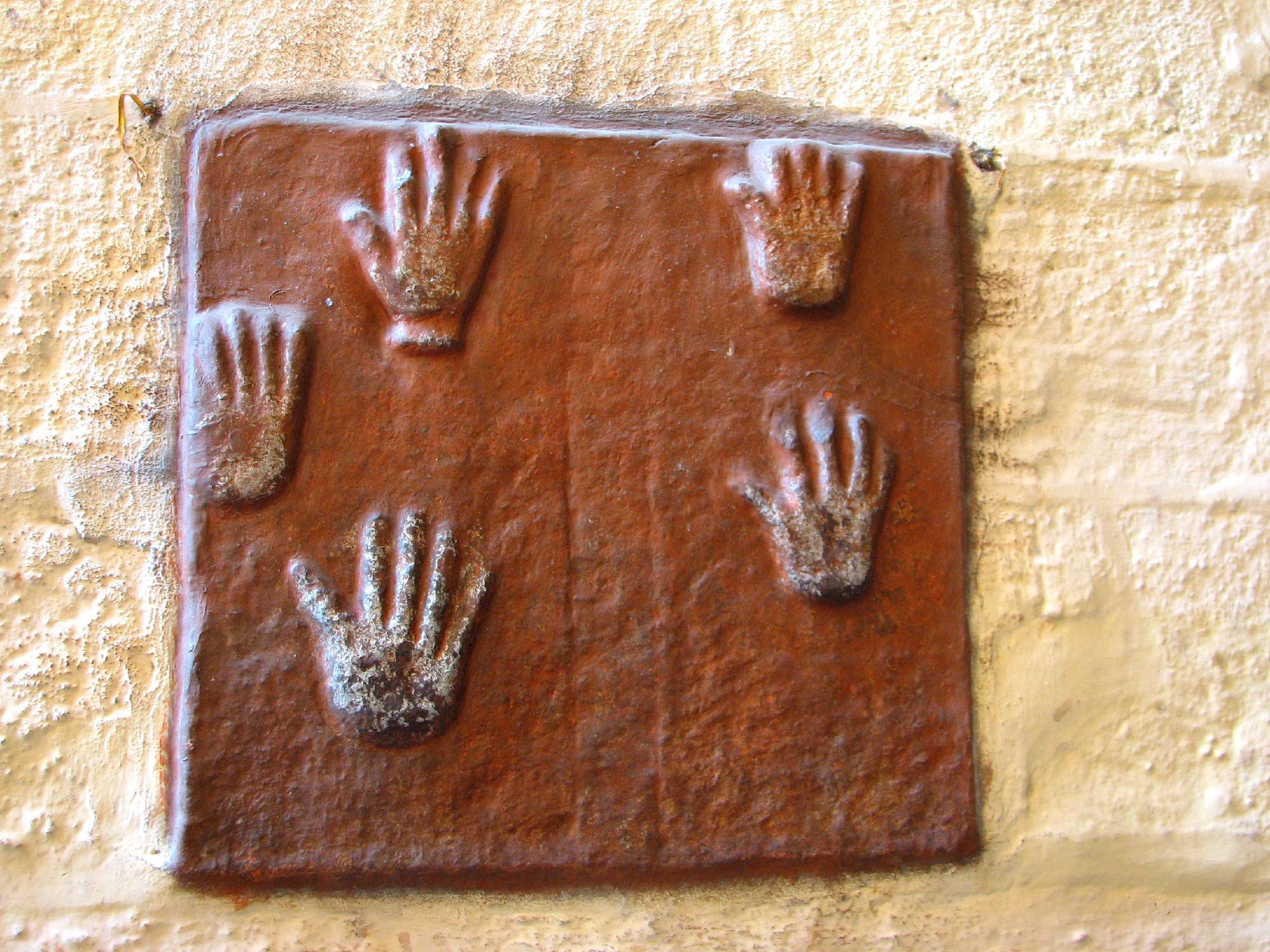
Mémorial dédié au sati

Plusieurs milliers de personnes ont assisté au Sati,. Après sa mort, Roop Kanwar est saluée comme une sati mata - une mère « sati » ou une « mère pure » et une cérémonie rassemble des milliers de personnes pour la vénérer,. Le lieu de son sacrifice attire des milliers de pèlerins, générant des ventes et des profits pour le village. Malgré un arrêt de justice interdisant toute glorification ultérieure de la mort de Kanwar, une cérémonie de chunari glorifiant l'immolation, est pratiquée 13 jours après le décès, sans aucune mesure du gouvernement du Rajasthan pour l'empêcher.
L’événement provoque rapidement un tollé général dans les centres urbains, opposant une idéologie indienne moderne à une idéologie traditionnelle. Le phénomène n'est pas rare, dans l'Uthar Pradesh un temple est dédié à Javitri, divinisée après avoir réalisé le sati en 1985. On trouve un peu partout en Inde des monuments montrant l'empreinte des mains des femmes ayant pratiqué le sati.
Le Sati Dharam Raksha Samiti est un groupe constitué pour résister aux pressions exercés au Rajput afin de modifier les pratiques culturelles et religieuses à la suite de la mort de Kanwar. Kalyan Singh Kalvi en est des membres. Alors chef du parti Janala dans l’État du Rajasthan, il devient plus tard ministre dans le gouvernement de Chandra Shekhar. Il défend durant une interview la pratique du sati avec ces mots :

« Comment peut-on changer l'opinion publique à travers des actes et des ordonnances ? (...) Si nous ne vénérons pas la fidélité d'une femme, devons nous vénérer celles qui trompent leurs maris et les assassinent ? »

Ces mots lui apportent une notoriété et une grande reconnaissance au Rajasthan. Son fils Kalyan Singh Kalvi fera par la suite partie du Shree Rajput Karni Sena, un groupe qui s'est opposé à la sortie du film de Sanjay Leela Bhansali Padmaavat, qui aborde la pratique du sati au Rajasthan.
L'affaire conduit d'abord à l'adoption de lois visant à prévenir de telles exécutions, puis à la loi intitulée Commission of Sati (Prevention) Act.

### Analyse
La pratique du sati est interdite en Inde depuis le Bengal Sati Regulation, 1829, et sa glorification est interdite en Inde depuis 1987, mais en raison de la ferveur religieuse attachée à ces pratiques, la vénération dans les temples consacrée aux victimes perdure. Une des raisons de la perpétuation du rituel est à mettre en relation avec le fait qu'il serait commode pour écarter une femme de la succession et qu'il aurait constitué par le passé une modalité d'affirmation nationale et une résistance symbolique face au pouvoir de l'empire britannique. Selon Madhu Kishwar et Ruth Vanita, qui se sont rendus sur les lieux pour enquêter et ont publié les résultats de leurs investigations, la pratique du sati va de pair avec la perception des femmes comme objets utilisables et sans valeur, qui est ancrée dans l'éducation des filles et montre publiquement la dévalorisation des femmes. À Deorala, le sacrifice rituel de Roop Kanwar et la glorification qui a suivi n'a pas été pas le fait de classes sociales défavorisées mais d'hommes éduqués, travaillant pour le gouvernement.

## Conséquences de l'affaire

### Médiatisation
Les médias présentent des versions contradictoires sur le degré d'acceptation de Kanwar. Certains reportages affirment que Kanwar a été condamnée à mort par d'autres personnes présentes. En même temps, certains rapports contradictoires affirment que Roop Kanwar a demandé à son beau-frère d'allumer le bûcher quand elle était prête, affirmant qu'elle se serait résignée à subir le sati, même si elle ne le voulait pas,.

### Inculpations
L'enquête initiale aboutit à 45 accusations de meurtre, mais ces personnes sont toutes acquittées. Une enquête tardive, très médiatisée, conduit à l’arrestation d’un grand nombre de personnes originaires de Deorala, qui auraient assisté à la cérémonie ou qui y auraient participé.
Onze personnes finalement, y compris des politiciens, dont Rajendra Rathore, sont accusées d'avoir glorifié la pratique du sati. Le 31 janvier 2004, un tribunal spécial de Jaipur acquitte les onze accusés,.

### Adoption de lois pour prévenir les pratiques du sati
À la suite de l'affaire, des lois sont adoptées pour interdire la pratique et la glorification du sati : Commission of Sati (Prévention) Act, 1987 et  Sati (Prevention) Act, 1987,.